# Pezze di Greco

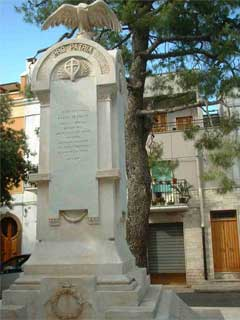
Il Monumento ai Caduti di Pezze di Greco

Pezze di Greco è una frazione del comune di Fasano, in provincia di Brindisi.
È una località conosciuta nella zona per il presepe vivente con oltre 100 figuranti.

## Geografia fisica
Situata nell'antica Terra di Bari a 5 chilometri dal mare, dista 3 chilometri da Fasano, 46 dal capoluogo di provincia, Brindisi, e 54 dal capoluogo di regione, Bari. È una delle frazioni più popolate d'Italia ed è la più estesa e popolata della regione Puglia.

## Storia
La fondazione di Pezze di Greco si deve ad alcuni contadini venuti soprattutto da Fasano ma anche da Cisternino, a coltivare e a migliorare questi terreni verso l'anno 1815. A quel tempo una masseria comprendeva la maggior parte del territorio attuale di Pezze di Greco ed apparteneva alla famiglia Greco, il cui casato era originario di Martina Franca. La masseria Greco era una vasta zona di terreno priva di alberi, adibita solamente alla coltivazione di grano, di orzo, di biade e legumi: per questo venivano volgarmente chiamate "pezze", da appezzamento. Questo, unito al nome del proprietario, formò il nome attuale del paese, Pezze di Greco.
Per volere del signor Greco, che voleva migliorare la zona, il terreno fu frazionato in lotti e ceduto in fitto ai coloni. Successivamente alcuni contadini sentirono la necessità di stabilirsi nei propri terreni e nei poderi sorsero allora dei trulli. Nel 1837 furono stipulati i primi atti di acquisto di terreno. Il casato Greco cessò di esistere per mancanza di eredi maschi e la signora Greco, diventata ormai anziana, aveva bisogno di assistenza: le fu indicata una donna di nome Apollonia, che istruì e alla quale diede in eredità il casato. Il marito di Apollonia, Tommaso Gaito, decise di dare il resto dei fondi in fitto nell'anno 1837. Il fabbricato della masseria fu acquistato dalla commissione della erigenda chiesa parrocchiale e intestato al parroco pro tempore, con l'obbligo di iniziare la costruzione entro un anno. 
In questo periodo il governo borbonico congiunse la capitale del regno con l'estremo lembo del Salento: con un decreto venne costruita l'attuale strada statale 16 Adriatica che passa per Pezze di Greco. La costruzione fu terminata nell'anno 1841.

## Monumenti e luoghi d'interesse
- Croce dai padri missionari del Preziosissimo Sangue costruita nel 1924, oggi custodita presso la chiesa.
- Monumento ai caduti della prima guerra mondiale, inaugurato nel 1931, la cui costruzione venne finanziata con il ricavato di alcune rappresentazioni della compagnia filodrammatica di Pezze di Greco.
- Museo dell'Arte Contadina, inaugurato nel 2021, al suo interno sono custoditi vari utensili tipici del contadino del territorio.

## Cultura

### Eventi

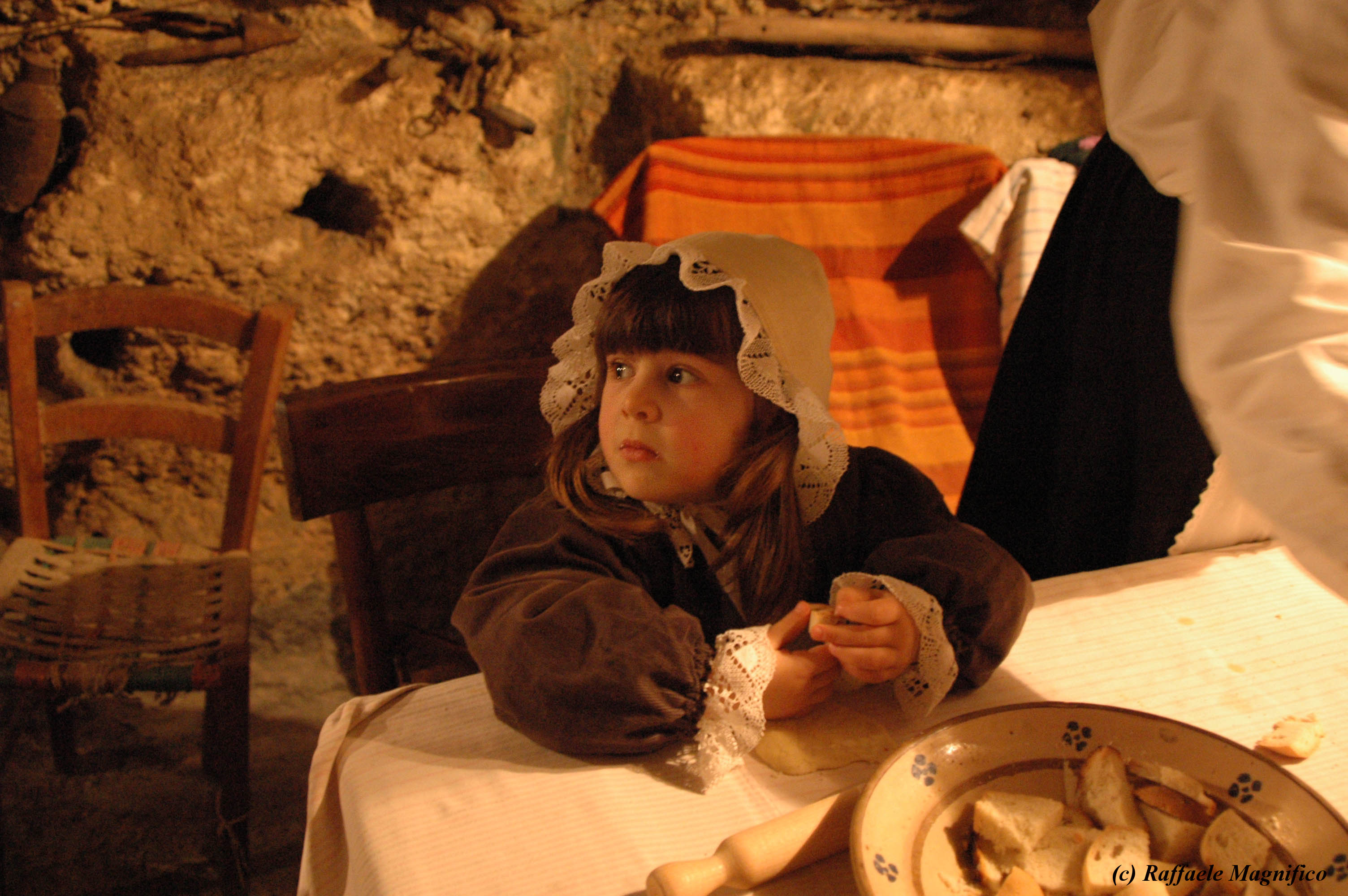
Presepe Vivente

- presepe vivente, con la partecipazione come figuranti di gran parte della popolazione di Pezze di Greco.
- festa patronale (terza domenica di luglio)
- fiera campionaria di san Francesco d'Assisi (4 ottobre).

## Sport

### Impianti sportivi
A Pezze di Greco sorge il campo sportivo "Sergio Ancona" che con la sua tribuna coperta di 800 posti è il secondo impianto sportivo del territorio di Fasano. Dotato anche di una pista d'atletica, l'impianto è utilizzato dalla locale squadra di calcio dell'Atletico Pezze che gioca il campionato di prima categoria.
Durante il campionato di Prima Categoria 2013-14, il 27 ottobre 2013 si è giocato il primo storico derby tra US Pezze e Fasano. Davanti a quasi 800 spettatori, vittoria è andata ai frazionali che si sono imposti per 2-0. Nella stessa stagione, il 14 novembre, si giocò la gara di ritorno di Coppa Puglia, anche in quel caso vinse il Pezze (1-0) ma a qualificarsi al turno successivo fu il Fasano che si era imposto nella gara di andata.
Nonostante l'importanza sportiva che ormai ricopre il "Sergio Ancona", è da anni in attesa di ristrutturazione.

### Calcio
L'Atletico Pezze fondata nel 2011, milita nel girone B della seconda categoria Pugliese e disputa le partite al campo sportivo "Sergio Ancona".
Storica squadra della frazione era l'US Pezze fondata nel 1971 e fallita nel 2016. I colori erano il bianco e il rosso.

### Ciclocross
Pezze di Greco ospita i campionati nazionali di ciclocross, un evento sportivo che si disputa nel mese di gennaio. In ogni edizione ospita alcuni dei più importanti ciclisti italiani e locali.